# Yeomen Warders

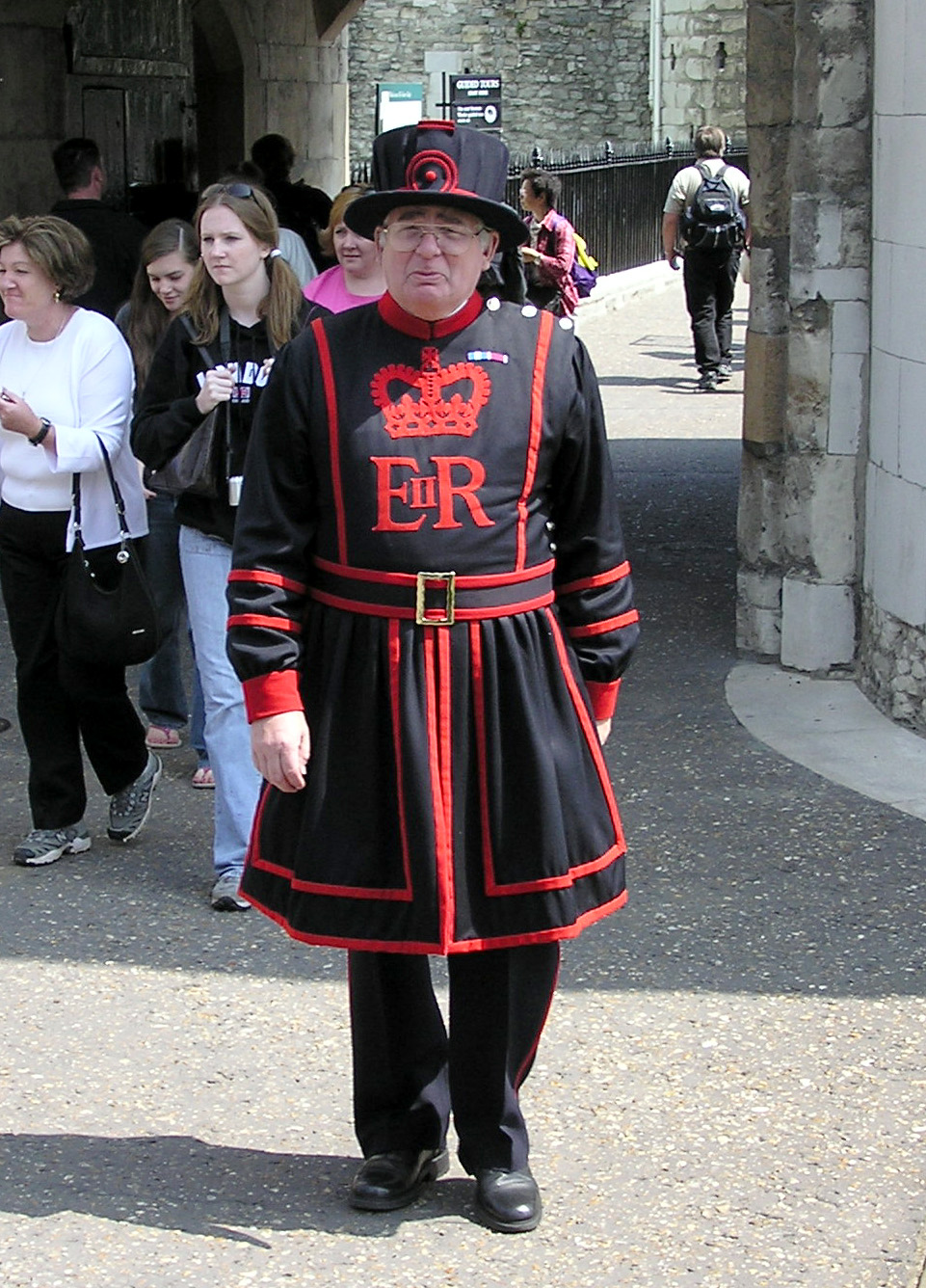
Yeoman Warder

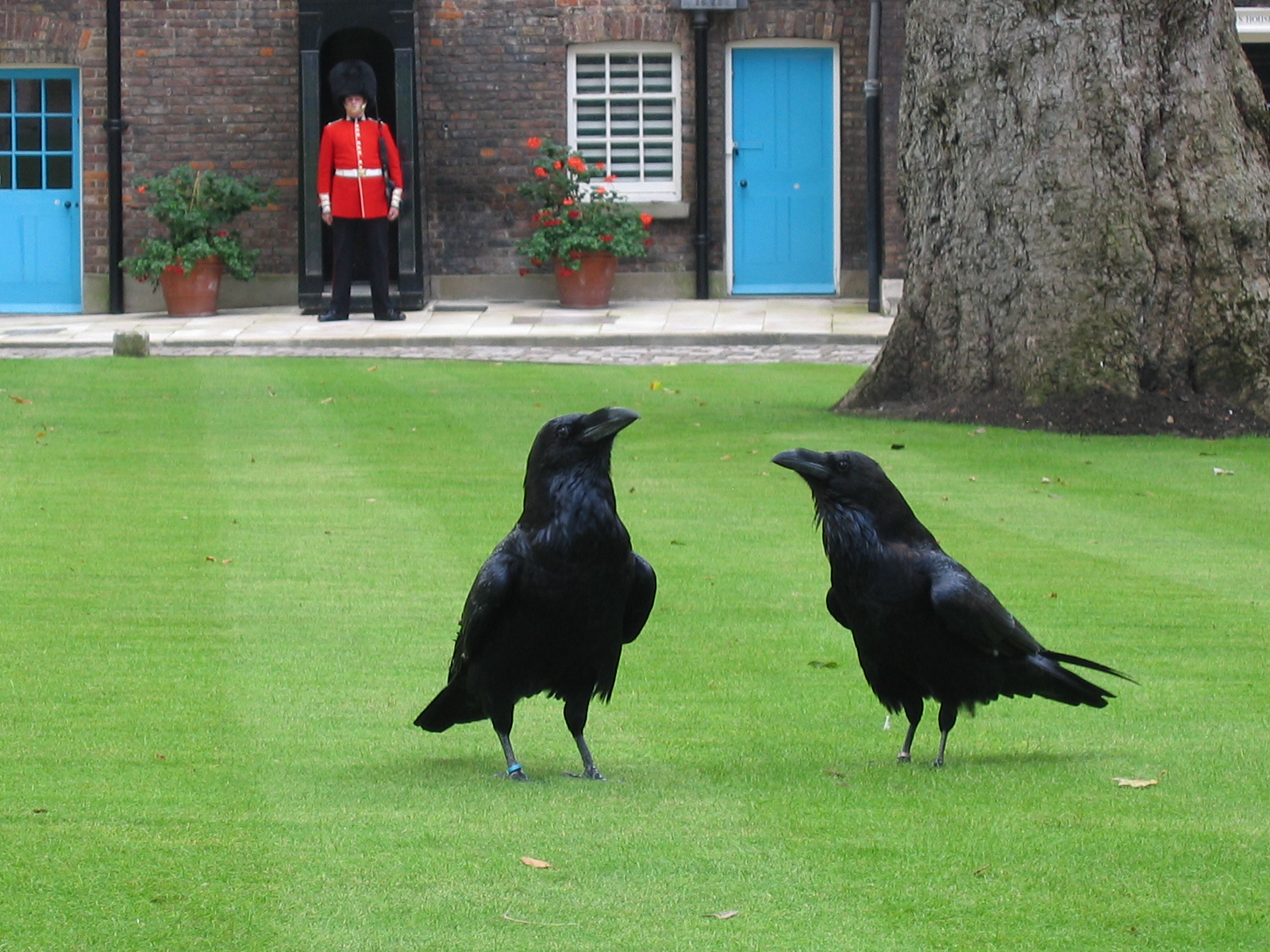
Kruki z Tower

Yeomen Warders (oficjalnie: Yeomen Warders of His Majesty’s Royal Palace and Fortress the Tower of London) – strażnicy zamku Tower w Londynie.
Straż ta powołana została w 1485 r. przez Henryka VII. Angażowano do niej jedynie kandydatów pochodzących spośród yeomenów – średniorolnych chłopów, posiadających konie (tj. mogących stawać konno do walki). Ich obowiązkiem była ochrona zamku Tower, co sprowadzało się głównie do dwóch zadań: pilnowania osadzonych tu więźniów oraz strzeżenia przechowywanych tu skarbów i angielskich insygniów koronnych.
Obecnie gwardia składa się z 35 strażników i dowódcy (ang. Chief Warder). Jej członkowie rekrutowani są jedynie spośród zawodowych wojskowych z wojsk lądowych (ang. Army), desantowych (ang. Royal Marines), lotnictwa (ang. Royal Air Force) lub marynarki (ang. Royal Navy). Muszą mieć za sobą co najmniej 22 lata nienagannej służby i być odznaczonymi medalem za długoletnią służbę i za wzorowe zachowanie (ang. Long Service and Good Conduct Medal).
Obowiązkiem Yeomen Warders jest obecnie ochrona twierdzy, nadzór nad zwiedzającymi ją turystami oraz opieka nad mieszkającymi w zamku krukami (ang. Common Raven – kruk). Według legendy bowiem, jak długo w Tower mieszkać będą kruki, tak długo istnieć będzie brytyjskie imperium. Kruki te mają w budżecie Korony zapewnioną stawkę żywieniową. Każdorazowo jeden z członków oddziału piastuje godność Mistrza Kruków (ang. Yeoman Warder Ravenmaster): zobowiązany jest do zakupu mięsa i rozdzielania go ptakom.
3 sierpnia 2007 r. do oddziału została przyjęta pierwsza w historii kobieta: 42-letnia Moira Cameron. Wstąpiła ona do wojska w wieku 20 lat i przez 22 lata pracowała w administracji wojskowej.
Członków Yeomen Warders nazywa się popularnie „Beefeaterami” (beefeater – ang. dosłownie: zjadacz wołowiny; od: beef – wołowina; eater – zjadacz, od eat – jeść). Ta nazwa również obciążona jest legendarnym pochodzeniem. Bardzo prawdopodobne jest przypuszczenie, że pierwsi strażnicy Tower mieli w wynagrodzeniu zagwarantowane racje mięsa (wołowego, wieprzowego lub baraniny). Według tradycji większość z nich przedkładała wołowinę nad inne gatunki mięsa. Cosimo III de’ Medici, książę Wielkiego Księstwa Toskanii, zwiedzając Tower w 1669 r. miał stwierdzić, że strażnikom tym wydawane są wyjątkowo duże racje wołowiny i że śmiało można ich z tego względu nazywać „wołożercami” lub „zjadaczami wołowiny”. Z czasem utworzyła się  legenda, jakoby strażnicy mieli przywilej otrzymywania racji wołowiny z królewskiego stołu, oraz nazwa: Beefeaters.
Na co dzień „Beefeaterzy” noszą ciemnogranatowe, prawie czarne stroje z szerokimi, czerwonymi lamowaniami. Na piersiach mają czerwoną koronę królewską i litery „CR”. Na głowach – ciemnogranatowe kapelusze z rozszerzającą się ku górze główką i czerwoną wstążką. Ze względu na podobne stroje paradne, czerwone z czarno-złotymi lamowaniami, Yeomen Warders są często myleni z członkami oddziałów Yeomen of the Guard, czyli królewskiej gwardii przybocznej (halabardników), powołanej również w 1485 r. Zwierzchnikiem obu formacji jest każdorazowo panujący, aktualnie – król Karol III.